# Per sempre Alfredo
Per sempre Alfredo – jednodniowy wyścig kolarski rozgrywany od 2021 w okolicach włoskiej Florencji.
Od początku istnienia należy do cyklu UCI Europe Tour, w którym posiada kategorię 1.1. Wyścig upamiętnia postać Alfredo Martiniego – włoskiego kolarza z lat 40. i 50. XX wieku, a później dyrektora sportowego i trenera tej dyscypliny sportu, zmarłego w 2014.

## Zwycięzcy
Opracowano na podstawie:
| Rok  | Pierwsze         | Drugie       | Trzecie          |
| ---- | ---------------- | ------------ | ---------------- |
| 2021 | Matteo Moschetti | Mikel Aristi | Samuele Zambelli |
| 2022 | Marc Hirschi     | Dion Smith   | Rémy Mertz       |
| 2023 | Felix Engelhardt | Mark Stewart | Anders Foldager  |